# Тарн (департамент)
Тарн (фр. и окс. Tarn) — департамент на юге Франции, один из департаментов региона Окситания. Порядковый номер — 81. Административный центр — Альби. Население — 387 099 человек (63-е место среди департаментов, данные 2010 г.).

## География
Площадь территории — 5758 км². Через департамент протекает река Тарн.
Департамент включает 2 округа, 23 кантонов и 319 коммуны.

## История
Тарн — один из первых 83 департаментов, образованных во время Великой французской революции в марте 1790 г. Возник на территории бывшей провинции Лангедок. Название происходит от реки Тарн.